# 하이스틸
주식회사 하이스틸(영어: HISTEEL)은 대한민국의 철강생산업체이다.
세경관, 소경관, 원유 및 가스수송이 가능한 60인치 대구경 후육강관 등을 생산한다. 미국 석유협회(API)로부터 API 5L 및 5CT 인증을 취득하였다.

## 역사
2003년 한일철강 강관 사업부가 분사돼 설립되었다.